# Fortunato Ilario Carafa della Spina
Fortunato Ilario Carafa della Spina, född 1630 i Neapel, död där den 16 januari 1697, var en italiensk kardinal och påvlig diplomat. Han var bror till kardinalen Carlo Carafa della Spina och stormästaren i malteserorden Gregorio Carafa.
Carafa della Spina upphöjdes till kardinal i januari 1686 av påven Innocentius XI. Han blev biskop av Aversa 1687. På den posten efterträddes han av kardinalen Innico Caracciolo.